# Thryallis noguerai
Thryallis noguerai là một loài bọ cánh cứng trong họ Cerambycidae.